# 第二次泰法戰爭
1940至1941年，泰国和维希法国之间因为对法属印度支那（Indochine française）的某些原属泰国的地区的所有权发生争持，从而爆发了小规模的泰法战争。
早在二战爆发之前，兩國政府有為邊界事務進行磋商，法國政府曾表示僅願意在邊界上作微小的調整。随着法国被德国占领，泰国首相銮披汶·颂堪（Plaek Pibulsonggram）少将认为这是出击法国、夺取在朱拉隆功大帝时期陷落的领土的大好时机。
在另一面，法國本土的陷落造成殖民地政府的空前緊張局勢。法屬印度支那感到孤立無援。日本在1940年9月侵入，殖民地當局被迫容讓日本在當地建立軍事基地。這種绥靖行動更堅定了匹汶政府對法開戰的決心。

## 雙方軍力對比
法属印支殖民军大约有15000人，其中12000人是法国人。编制中包括了51个步兵营、两个炮兵团和一个工程兵营。法军严重缺乏坦克，他们仅能用20辆老旧的雷诺FT-17坦克对抗泰国的134辆坦克。
法国空军（Armée de l'Air）在此地区拥有大约100架飞机（其中60架能被认为达到了一线作战水平），其中包括30架伯特兹-25TOE，4架法曼-221，6架伯特兹-542，9架摩兰-萨尼厄M.S.406，和8艘劳瑞-130飞艇。
泰国皇家陆军是一支装备相对不错的部队，总兵力6万人。编制划为5个军，其中最大的是拥有5个师的布拉法军。由最高统帅部独立指挥的部队包括两个机械化骑兵旅，一个炮兵营，一个通信营，一个工兵营和一个装甲团。炮兵部队装备了一些老式克虏伯和較新式的博福斯榴弹炮以及野战炮，装甲部队拥有60辆卡登—洛伊德和30辆维克斯6吨轻型坦克。
泰国皇家海军包括两艘岸防衛舰，12艘鱼雷艇以及四艘潜艇，实力不如法国殖民地海军，但是如果在近海作戰中，泰国皇家空军在数量上和质量上都超过了法国空军。泰国皇家空军一线力量包括24架三菱Ki-30轻型轰炸机、9架三菱Ki-21中型轰炸机，25架霍克75N歼击机，6架马丁B-10中型轰炸机以及70架O2U海盗轻型轰炸机。

## 戰事開始
當1940年末曼谷反法民族主義示威熱潮高漲時，湄公河边境上小规模冲突不断。泰国空军持续对万象、詩梳風（Sisophon）以及馬德望进行毫无阻拦的昼间轰炸。法军的报复性轰炸所造成的破坏却不大。泰军的俯冲轰炸技术，在法国印支总督讓德句（Jean Deceaux）上将看来，完全是富有作战经验的飞行员所为。
1941年1月初，泰国的布拉芭军和依善军向老挝和柬埔寨发动了反击，法国人抵抗顽强，但是大部分法国军队被装备更好的泰国军队横扫。老挝被轻而易举的拿下，但是进攻柬埔寨却绝不是那么简单。1月16日，法军在泰国控制的Yang Dang Khum以及Phum Preav兩個村落发动了大规模反击。将战争推向了高潮。但由于命令系统的繁文缛节以及乏善可陈的情报工作，法军的反击很快就被粉碎。法国人随后撤退，但因为泰军前线装甲部队受到法国外籍兵团的榴彈砲火壓制而無法實施追擊。
法国陆上形势严峻，德句上将命令舰队出击，进攻泰国湾。1月17日早晨，法国海军在象岛（Koh Chang）附近截住了一支泰国海军舰队。法军在战斗中击沉了两艘鱼雷艇和一艘海防舰。
1月24日，泰国轰炸机轰炸了法国在暹粒（Siem Reap）附近的机场，这是这场战争中最后空军战斗。最后的泰国军事行动预计在1月28日由泰国空军执行，计划用50轰炸中队的马丁轰炸机轰炸詩梳風，60战斗机中队的霍克75N提供掩护。日本安排了停战事宜，总停火于1月28日10时正生效。

## 后记
1941年5月9日，双方在東京签订《泰国法属印度支那和平条约》。维希法国在日本的威胁下放弃了争议领土。法國割柬埔寨馬德望省大部份和老挝境內湄公河以西54,000平方公里的領土給泰國。
冲突的结局是泰国人民将这次战争看作銮披汶的个人胜利。泰国第一次向西方国家要求割地——尽管當時的維希法國是德國人的傀儡政權。而对于法属印支的人民来说，这是对他们在法国本土被德國佔領之后的孤立的一次警告。当一个雄心勃勃的邻国进攻时，法国殖民地却因为没有支援而无法组织反抗。然而泰法战争真正的获利者是日本，他们借此机会增强了自己在这一地区的影响力。
通过与泰国政府的几个秘密协定，日本人得到了其对日军入侵缅甸和馬來亞的行动的支持保证，次年泰国加入軸心國，泰國亦在缅甸戰役和馬來亞戰役给予日軍支援。
战争结束后的1946年10月，法国临时政府以反对泰国在联合国的成员地位相威胁，要求將柬埔寨西北部以及两个老挝的被包围领土交還回去，1946年11月17日，两国在华盛顿签署了《Accord de rėglement Franco-Siamois》泰法和解協議書，終於讓兩國握手言和。

## 文獻
- «法國軍隊戰史── Le conflit franco-thaïlandais (juin 1940-mai 1941), une manipulation japonaise ? », Revue historique des armées, n°223, 2001年。

1. ↑  Tucker, World War II: The Definitive Encyclopedia and Document Collection p. 649
2. ↑  Fall, p. 22. "On the seas, one old French cruiser sank one-third of the whole Thai fleet ... Japan, seeing that the war was turning against its pupil and ally, imposed its 'mediation' between the two parties."
3. ↑  Fall, Bernard B. . Stackpole Books. 1994. ISBN 0-8117-1700-3.
4. ↑  Windrow, Martin. . Weidenfeld and Nicolson. 2004. ISBN 0-306-81386-6.

## 外部連結
- 法屬印度支那1940年紀事 Archive.today的存檔，存档日期2015-05-08
- 一則關于泰法戰爭的文章